# Críticas a los vehículos deportivos utilitarios

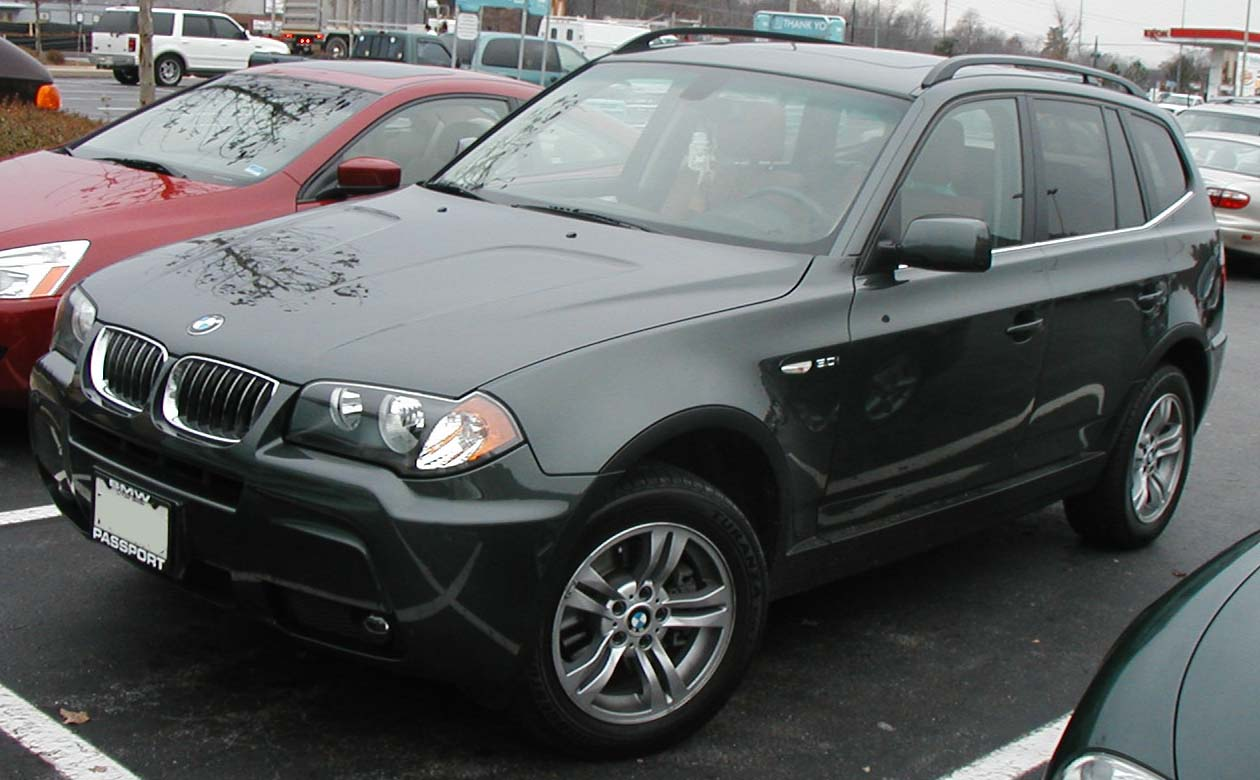
BMW X3, un SUV de lujo.

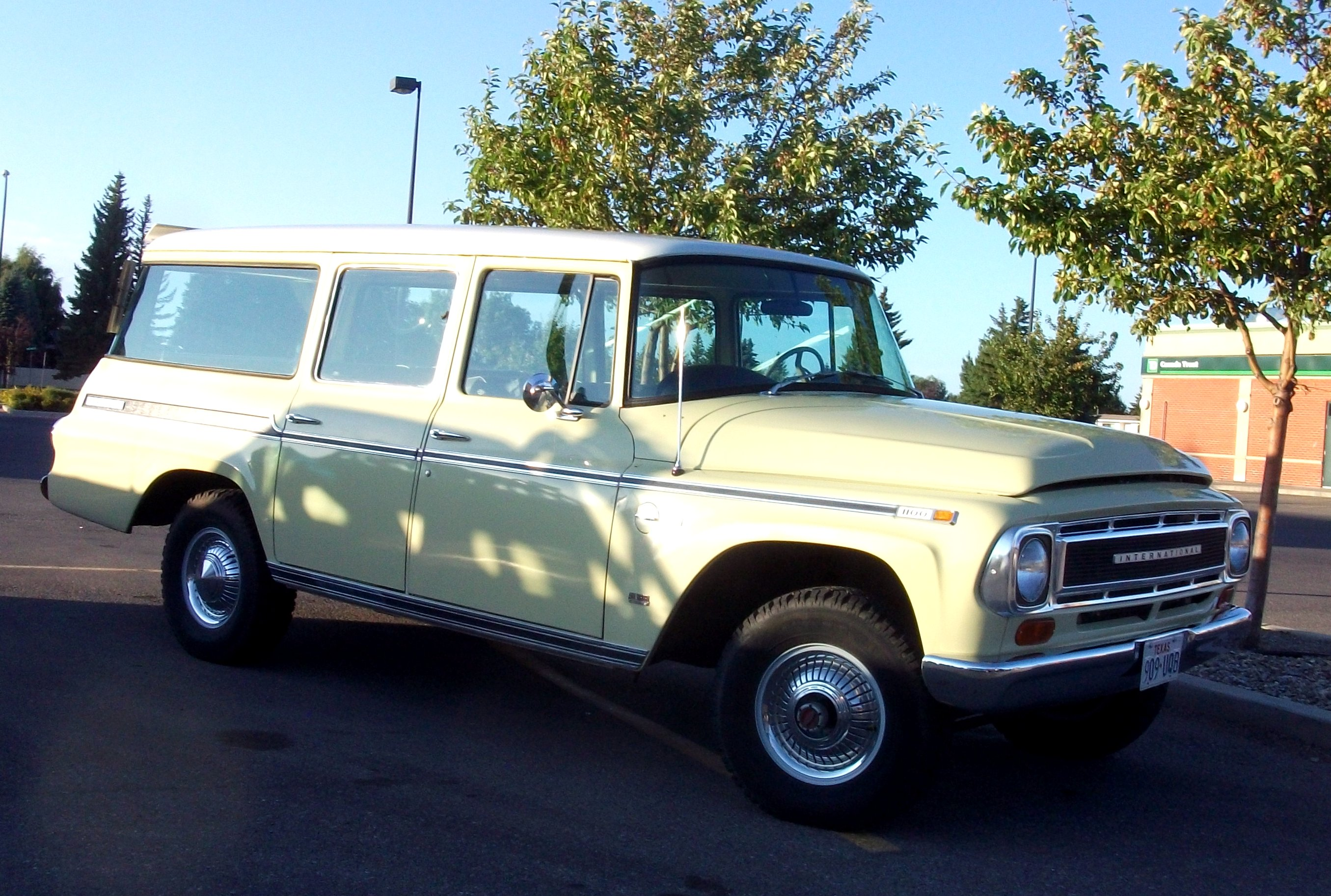
International Harvester Travelall, uno de los primeros SUV.

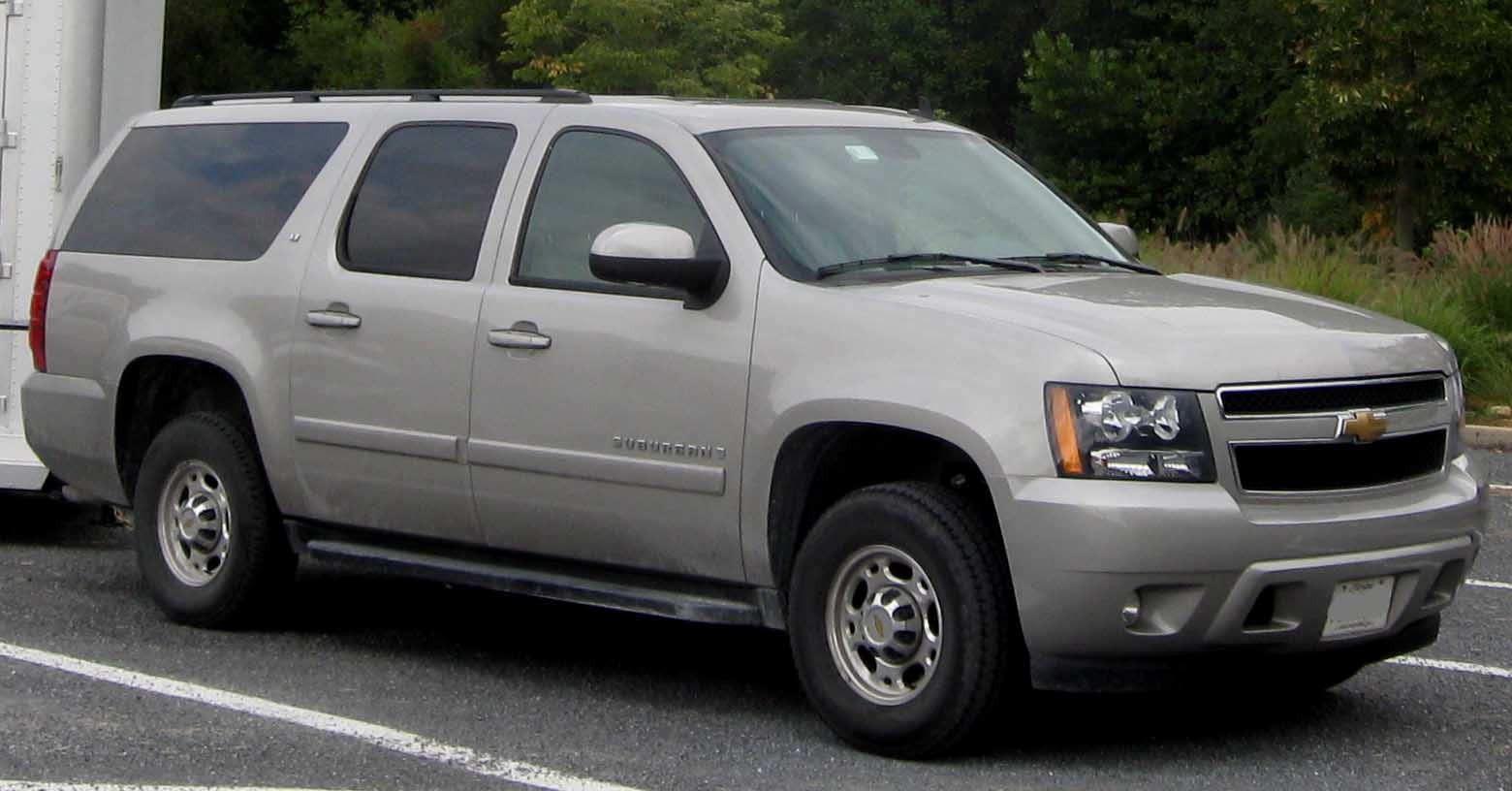
Chevrolet Suburban, uno de los SUV más exitosos del mercado norteamericano.

Las críticas a los vehículos deportivos utilitarios son la expresión de desacuerdo con los SUV realizadas por varios grupos, organizaciones e individuos. La crítica está relacionada con los riesgos que derivan del uso de dichos vehículos para el resto de viandantes y el medio ambiente, y con la falsa ilusión de sus beneficios para los propietarios.

## Historia
No está muy claro cual fue el primer SUV de la historia, pero los primeros intentos de SUV surgieron a mediados del siglo XX cuando empezaron a surgir los de vehículos todoterreno. El propósito inicial de los SUV era crear un vehículo con gran aptitud fuera del asfalto, siempre con tracción 4x4, que además tuviera un gran espacio para los ocupantes y su equipaje, o en su caso, una gran capacidad de carga para objetos. Es decir, combinar en un mismo vehículo las cualidades todoterreno y la comodidad para viajar.
En Estados Unidos este tipo de vehículos surgió como reclamo a dichas necesidades, y fue el primer país en fabricar coches con un concepto como el del Jeep Wagoneer. Estos vehículos estaban destinados sobre todo a granjeros y gente que trabajaba en el campo. No fue mucho más tarde cuando muchos otros fabricantes adoptaron este concepto que pronto se extendió por todo Estados Unidos.
Sin embargo, el problema llega cuando este tipo de coches empieza a intentar adueñarse del lugar de muchas otras gamas tradicionales. Estos coches empiezan a perder sus cualidades originales como el 4x4, su robustez, su altura al suelo (pero no su tamaño). Empiezan a equiparse con llantas y neumáticos que no dejan cumplir con su objetivo más primitivo y se convierten en máquinas totalmente diferentes con otro cometido.
Otros fabricantes empezaron a hacer este tipo de vehículos tan solo como producto superventas, cuando nunca han necesitado un verdadero SUV. Y el verdadero peligro llega cuando empiezan a sustituir a los todoterrenos y SUVs clásicos que cumplían perfectamente esta función, y a coches con otras carrocerías más tradicionales cuyas ventas se ven mermadas por las ventas de los SUV.
Pasan así los SUV de ser un vehículo ideado para cumplir con sus funciones todoterreno y familiar, y evolucionan hacia otro tipo de vehículo de apariencia similar pero con los puntos negativos que se ven a continuación.

## Seguridad
La mayoría de las críticas hacia estos vehículos están dirigidas a su seguridad y a la de los demás.

### Vuelco
El elevado centro de gravedad de los SUV los hace más propensos al vuelco y a tener un accidente que un vehículo corriente, especialmente si abandonan la carretera o realizan maniobras peligrosas o de emergencia. Las estadísticas del Servicio Estadounidense de Seguridad en Autopistas muestran que la mayoría de los coches de pasajeros tienen un 10 % de probabilidad de volcar, mientras que la de un SUV varía entre el 14 % de un Ford Edge y un 23 % de un Ford Escape. Muchos SUV modernos están equipados con ESP (control de estabilidad) para evitar, en la medida de lo posible y siempre dentro de las leyes de la física, los vuelcos en superficies lisas, aunque hasta un 95 % de los vuelcos son "provocados", ya que el vehículo golpea elementos bajos, como un bordillo o un bache, haciéndolo volcar.
El portal asegurador británico confused.com publicó en un informe los 10 vehículos que eran más propensos a sufrir un accidente. Seis de los diez eran SUV. Entre los 10 modelos que menos accidentes sufrían, no había ningún SUV.

### Riesgos para otros conductores
Debido al gran peso y altura de los SUV, y a sus chasis rígidos, estos vehículos pueden comprometer la seguridad en las carreteras. Estas características anteriormente nombradas, que quizás den ventaja a sus ocupantes, casi siempre suponen un riesgo para los pasajeros de otros vehículos menores en accidentes que involucren a varios coches, particularmente en impactos laterales. Las estadísticas relativas al tráfico norteamericano demuestran que los vehículos más pesados están involucrados en un mayor porcentaje de accidentes mortales que los turismos.
En algunas zonas de Europa se prohíbe instalar defensas delanteras en forma de barra de acero, que en Australia y en los EE. UU. se usan para proteger el vehículo de choques contra objetos naturales.

#### Innovaciones
En los últimos tiempos, los fabricantes equipan sus vehículos con parachoques a la altura de los turismos normales, con el objetivo de que se reduzca el riesgo de que estos se "cuelen" por debajo al chocar.

### Visibilidad y retroceso
Debido a las grandes proporciones de los SUV, se pueden crear problemas de visibilidad para el resto de conductores, al reducir su área de visión de los semáforos, señales y otros vehículos de la carretera. Los conductores de los SUV sufren de una pobre visibilidad lateral y, sobre todo, trasera. Esto puede provocar atropellamientos al retroceder, sobre todo de niños pequeños. El problema se ha extendido tanto que los fabricantes han empezado a instalar pequeñas cámaras situadas en la parte trasera del coche para que el conductor pueda ver lo que sucede tras él.

### Grandes dimensiones en espacios reducidos
Las grandes carrocerías de los SUV implican que ocupen un gran porcentaje de los carriles, dejando un margen muy escaso para el error. Esto es particularmente significativo en las calles estrechas que se encuentran en zonas urbanas. También tienen dificultades para el aparcamiento y dificultan el tráfico cuando se aparcan en línea con la carretera.

### Psicología
Los conductores de estos vehículos se sienten mucho más seguros que cuando se suben a otros automóviles. La gran altura proporciona a los ocupantes una mejor visión del espacio que los rodea. El hecho de que tengan que mirar hacia abajo les proporciona una sensación de poder, lo cual, sumado a las grandes dimensiones y el elevado peso, hacen que se sientan muy seguros.
Un estudio llevado a cabo en Wellington, Nueva Zelanda, demuestra que los conductores de un vehículo deportivo utilitario tienen un 55 % más de tendencia a conducir con una sola mano en el volante que los conductores de vehículos comunes. Esto se relaciona con una falsa sensación de seguridad, comparado con los conductores de coches de menor tamaño.
También se ha destacado el hecho de que su popularidad haga que sus compradores se fijen más en la seguridad pasiva que en la activa. Se ha demostrado que sus conductores suelen dejar, de media, nueve metros menos de distancia de frenado porque creen que corren menos riesgo a la hora de esquivar otros vehículos de la carretera. Si se incluye la opción de muchos SUV de equipar tracción a las cuatro ruedas, dicha sensación aumenta, aunque de ninguna manera mejora la frenada. Para acabar, cuando un conductor se siente seguro en un vehículo, ese vehículo se vuelve menos seguro, y viceversa. La seguridad de un vehículo tiene que ver con la noción de su conductor de que no lo tiene todo bajo control.

## Peso
El elevado peso de algunos de los SUV limita su uso en ciertas carreteras rurales. Dichas leyes raramente se hacen cumplir, pues están clasificados como vehículos de pasajeros y no vehículos comerciales. Afortunadamente, dichos caminos no son una ruta común para estos vehículos ni están presentes en las ocurrencias de sus conductores. Además, las carreteras antiguas están dejando paso a otras más modernas, más anchas y seguras, con anchura suficiente como para poder soportar tráfico de un peso más alto.

## Tamaño
La longitud y la anchura de los grandes SUV causan numerosos problemas en las áreas urbanas. En zonas con espacio para aparcar limitado, los SUV han sido criticados por aparcar en plazas señaladas para coches pequeños o compactos, o para aquellos que son más estrechos que los grandes SUV. Las críticas han declarado que esto causa problemas tales como el menor uso del espacio adyacente, reducida accesibilidad hacia un espacio también adyacente, bloqueo del espacio de maniobras y daños producidos por las puertas de los SUV que golpean contra las de los demás vehículos.

## Economía de uso
La popularidad de los vehículos deportivos utilitarios ha hecho que, en los últimos tiempos, se consuma más combustible del necesario. Los SUV son mucho menos eficientes que los vehículos comunes. En los Estados Unidos, su popularidad se debe a que son clasificados por el gobierno como camiones ligeros, con una normativa sobre consumos poco estricta.
El diseño de estos vehículos está plagado de detalles poco eficientes: gran altura, que empeora la aerodinámica; suspensiones reforzadas y grandes motores, que contribuyen al aumento de peso; y neumáticos de campo, con mucha fricción, que aumenta el consumo.
He aquí una tabla con los consumos medios de los automóviles que circulan por las carreteras de los Estados Unidos:
| Tipo          | Anchura | Altura | Peso    | Consumo de combustible en uso mixto |
| ------------- | ------- | ------ | ------- | ----------------------------------- |
| SUV           | 187 cm  | 180 cm | 1924 kg | 12,26 L/100 km                      |
| Monovolúmenes | 193 cm  | 178 cm | 1939 kg | 11,55 L/100 km                      |
| Berlinas      | 179 cm  | 146 cm | 1426 kg | 8,73 L/100 km                       |
| Honda Insight | 169 cm  | 135 cm | 839 kg  | 3,7 L/100 km                        |
| Nissan Leaf   | 177 cm  | 155 cm | 1521 kg | 0 L/100 km                          |

## Deportividad
Las características técnicas de los SUV son tales que, tanto por potencia como por tamaño, hacen que sus conductores piensen que conducen un automóvil deportivo. Es algo erróneo en todos los términos. Cierto es que disponen de motores con gran potencia, pero debido a un peso demasiado alto, unos neumáticos inapropiados o unas suspensiones no acertadas impiden un comportamiento limpio, pues ciertamente tienen un carácter subvirador; además de una tendencia al vuelco.
Al sacarlo de la carretera asfaltada, la elevada carrocería del modelo da al conductor una sensación de ir a una distancia prudencial del camino, por lo que le incitan a recorrer rutas más complicadas. Esto lleva a muchos coches a quedarse atascados en caminos embarrados o difícilmente accesibles. Los SUV normalmente traen equipados de fábrica unos neumáticos de bajo perfil, con un dibujo diseñado para el asfalto y un compuesto duro para reducir el consumo, que impiden un avance correcto sobre terrenos difíciles o escarpados.

## Prácticas de venta
También se critican las técnicas de venta usadas en los SUV. Los anunciantes y fabricantes por igual han sido atacados por el uso de la naturaleza. Se han citado anuncios de SUV en los que se muestran el producto siendo conducido por una zona natural, aunque la mayoría nunca se conducen fuera del asfalto. Incluso su nombre ha sido criticado por las connotaciones de zonas exóticas y salvajes, tales como Chevrolet Tahoe, Dodge Durango o GMC Denali; o nombres agresivos, como Ford Explorer, Chevrolet Blazer o Jeep Commander; hasta de la no necesidad de un camino, ya sean Nissan Pathfinder, Mitsubishi Outlander, Land Rover Freelander o Audi Allroad, que poco tiene que ver con un uso típico y diario de un SUV, el transporte por ciudad.

## Beneficios fiscales
En los Estados Unidos, la "subvención SUV" permite a los pequeños comerciantes descontar hasta 25.000 dólares del coste de un vehículo nuevo que tenga un peso mayor a los 2.722 kg de su declaración de impuestos; mientras que para un vehículo de pasajeros sería un máximo de 10.610 dólares. Esto proporciona un pequeño incentivo a los comerciantes para adquirir un SUV. Anteriormente, dicha subvención alcanzó los 120.000 dólares, lo que fue objeto de numerosas críticas.

## Contaminación
Debido al alto consumo de combustible de los SUV, se generan grandes cantidades de agentes contaminantes, principalmente dióxido de carbono, expulsadas a la atmósfera durante su vida útil. 
El periódico británico The Independent' mostró en un estudio realizado por CNW Marketing Research que las emisiones de CO2 en exclusiva no muestran el coste ambiental de un vehículo. El periódico mostró que era más adecuado llevar a cabo un cálculo de coste de energía durante la vida útil del vehículo; desde su creación hasta su destrucción. Por dicho motivo, en una lista se establecieron modelos como el Jeep Wrangler por encima del Toyota Prius y demás vehículos híbridos sobre modelos más ecológicos disponibles en el Reino Unido. El informe también declaró que Toyota no se aclara sobre la proporción entre la energía que se consume al crear un coche y la que se consume durante su uso. CNW dijo que el 80% de la energía se invierte en la producción y el 20% restante en su uso; Toyota dijo lo contrario.

La revista Top Gear, en un artículo basado en la búsqueda del coche más ecológico, clasificó al Land Rover Defender al mismo nivel que el Honda Insight, según ellos debido a que "el 75% de los Defender construidos hasta hoy siguen en la carretera".[cita requerida]
Las preocupaciones sobre el consumo de combustible y el subsecuente aumento de la polución han llevado a varios grupos ecologistas, tales como Frente de Liberación de la Tierra, o Les Dégonflés, a buscar concesionarios de SUV y vehículos de este tipo ya adquiridos para ejercer el ecoterrorismo. Los actos pueden variar desde la destrucción o el incendio hasta el simple desinflado de ruedas.

## Términos despectivos
- Victoria, Australia: Se suelen llamar en algunas ocasiones "tractor de Toorak".
- Dublín, Irlanda: Han adquirido el apodo de "tractor de Donnybrook", o "tractor D4", haciendo referencia a una zona adinerada de la ciudad en la que las únicas zonas verdes son la mediana de la autovía N11, Herbert Park, y los jardines de la ciudad.
- Inglaterra: Es frecuente oír de forma despectiva "soft tractor" o "tractor de Chelsea", debido a su popularidad entre las familias adineradas del centro de Londres. Sus propietarios manchan sus coches de barro para evadir las críticas.
- Nueva Zelanda: Se llaman "tractor de Fendalton" o "tractor de Remuera" debido a los caros barrios de Christchurch y Auckland, respectivamente.
- Noruega: Los "bourse tractor" son llamados así por los estereotipos.
- Rusia: Se llaman "todoterrenos de parqué" debido a sus limitadas capacidades camperas.
- Países Bajos: Es frecuente el uso del término "tractor de PC Hooft" por la calle de compras más exclusiva de Ámsterdam. En todo el país son criticados por razones parecidas, y muchos protectores del medio están presionando al gobierno para reducir el espacio de aparcamiento en las calles.
- Grecia: A los propietarios de los SUV son apodados a veces "Granjeros de Kolonaki" (Αγρότες του Κολωνακίου), haciendo referencia a Kolonaki, una zona elegante de Atenas.
- Suecia: En un país donde los SUV no están considerados un símbolo de estatus social, se habla de "Stadsjeepar", que significa "Todoterreno de ciudad".
- Estados Unidos: El término SUV ha derivado en múltiples siignificados chistosos: "Suddenly Upsidedown Vehicle" (Vehículo de vuelco repentino), o Shopping Utility Vehicle (Vehículo de ir de compras).
- España: Aunque no es común, se puede oír a gente refiriéndose a ellos como "SUVebordillos", "Máquinas de quemar gasoil", "tanques", "coches de ruedas gordas" , "todoterrenos de palo" o "todoterrenos de ciudad".
- Colombia: Teniendo en cuenta la practicidad de los vehículos todoterreno para transitar zonas agrestes del país, muchos narcotraficantes optaban por conducir vehículos de este tipo (por ejemplo Toyota Land Cruiser o Hilux). Debido al impacto social y cultural del narcotráfico desde los años 1980, se asoció al vehículo todoterreno con la ostentación de riqueza, lo que llevó a generarse el estereotipo de las "narcotoyotas" (con la consecuencia del estigma para esta marca y modelo de vehículos).[5]

## Vídeos
- Como un potente BMW X5 sucumbe ante un viejo Land Rover.
- Choque de un SUV contra un monovolumen.

- Datos: Q3002988